# Francisco Barreto de Meneses
Francisco Barreto de Meneses (Vice-royauté du Pérou, 1616 — Lisbonne, 1688) était un officier militaire portugais et un administrateur colonial dans les colonies de São Tomé et Príncipe et du Brésil colonial.

## Biographie
Francisco Barreto de Meneses naît dans la Vice-royauté du Pérou pendant l'Union ibérique, en 1616. Son père était commandant portugais de Callao.
Il arrive au Brésil en 1647 comme maréchal. Arrêté par les Néerlandais, il réussit à s'échapper puis commande les forces luso-brésiliennes (environ 2 500 unités), notamment lors des batailles des Guararapes en 1648 et 1649. Ce faisant, il parvient à expulser les Néerlandais du nord-est du Brésil lors de l'insurrection du Pernambouc en 1654, ce qui lui vaut le surnom de « Restaurateur du Pernambouc »,.
Quand Meneses se rend au Portugal métropolitain, il est nommé membre du Conseil de Guerre et président de la Chambre de Commerce. Par miséricorde royale, il se voit restituer la seigneurie de Morgado da Quarteira (Faro), dont on avait privé son père, et reçoit le titre de Comte de Rio Grande. Ce dernier lui est octroyé en mémoire du lieu où s'est déroulé l'un des épisodes les plus marquants de la guerre contre les Néerlandais.
Il naquit au Pérou en 1616 et mourut à Lisbonne le 21 janvier 1688. Fils naturel de Francisco Barreto, gouverneur de Callao (Pérou), 8e seigneur de Morgado (Majorat) da Quarteira (Algarve). Il épousa deux fois : la première fois le 13 juillet 1665, D. Maria Francisca de Sá, qui eut D. Antonia Maria Francisca Barreto de Sá (1735-1759), dame et héritière de la maison de son père, comtesse de Rio Grande, etc. Elle épousa en 1684
Meneses part au Portugal métropolitain, où il assume des responsabilités dans la défense de la région de l'Alentejo lors de la Guerre de Restauration,.
Après la guerre, il retourne au Brésil et prend le commandement de la capitainerie du Pernambouc, avant de devenir gouverneur général du Brésil colonial du 18 juin 1657 à 1663,.
Le traité de paix signé avec les Hollandais oblige le Portugal à verser des compensations, en argent et en nature, pour la perte de biens matériels subie par l'autre partie. En 1662, le gouverneur est chargé de réunir la part du Brésil dans le paiement mentionné ci-dessus et dans la dot de la princesse Louise-Françoise de Guzmán, qui devient reine d'Angleterre en épousant Charles II. Il parvient à percevoir environ 140 000 cruzados par an, dont 80 000 proviennent de la Capitainerie de la Baie de Tous les Saints et le reste des autres capitaineries.
Francisco Barreto de Meneses est chargé d'organiser une expédition de bandeirantes dans l'arrière-pays de Bahia afin de mettre fin aux révoltes des indigènes contre les colons.
À São Paulo, les hostilités reprennent entre les deux familles les plus puissantes, les Pires et les Camargo : Meneses envoie sur place le juge général du district Sud, Pedro de Mustre Portugal, et un accord de paix est signé le 1er janvier 1660.
Dans le Maranhão (pt), les habitants, poussés par les marchands d'esclaves, se soulèvent contre l'opposition des Jésuites à la traite négrière et les expulsent de la capitainerie.
Francisco Barreto de Meneses démissionne en 1663. Il meurt à Lisbonne le 21 janvier 1668,.

## Reconnaissance
Francisco Barreto de Meneses est fait chevalier de l'Ordre du Christ.
La loi n° 12.701 du 6 août 2012, en reconnaissance de son importance dans l'histoire du pays, a décidé que le nom de Francisco Barreto de Meneses serait inscrit dans le Livre des héros de la patrie (Livro de Heróis da Pátria, également connu sous le nom de « Livre d'acier » : « Livro de Aço »), déposé au Panthéon Tancredo Neves de la Patrie et de la Liberté (pt), un cénotaphe qui rend hommage aux héros nationaux situé sur la place des Trois-Pouvoirs à Brasilia.